# Éclipse solaire du 8 avril 2005
 (février 2015).
Si vous disposez d'ouvrages ou d'articles de référence ou si vous connaissez des sites web de qualité traitant du thème abordé ici, merci de compléter l'article en donnant les références utiles à sa vérifiabilité et en les liant à la section « Notes et références ».
L'éclipse solaire du 8 avril 2005 fut une éclipse solaire hybride, la première du XXIe siècle.
Mais ce fut le 4e passage de l'ombre de la Lune sur la surface terrestre, en ce siècle.

## Caractéristiques
L'éclipse solaire hybride du 8 avril 2005 a débuté en étant annulaire, est devenue totale sur la majeure partie de son parcours et est repassée annulaire vers la fin. Elle était une éclipse hybride du type ATA annulaire-totale-annulaire.
Elle fait partie d'une série, le saros 129 dont la nature de ses éclipses est en train de changer à notre époque, d'annulaires à totales : 

La première éclipse hybride de cette série était l'éclipse hybride précédente, celle du 29 mars 1987 (qui était aussi celle du rare doublet d'hybride, de la fin du XXe siècle) ; l'éclipse homologue suivante, celle du 20 avril 2023 a été la dernière hybride de cette série. Ensuite, on aura des éclipses totales, comme celle du 30 avril 2041.
- Début :
  - Annulaire : 18:54 UTC (est de la Nouvelle-Zélande, 47° 57′ S, 175° 22′ E)
  - Totale : 19:08 UTC (2 200 km au sud de Tahiti, 38° 15′ S, 150° 43′ O)
- Fin :
  - Totale : 21:59 UTC (à 800 km à l'ouest du Costa Rica, 7° 00′ N, 91° 53′ O)
  - Annulaire : 22:18 UTC (Vénézuéla, 7° 51′ N, 65° 16′ O)

## Visibilité

Carte animée de l'éclipse.

Le parcours de l'éclipse totale s'est tenu dans sa quasi-totalité au-dessus de l'océan Pacifique est, loin de terres habitées. La fin, annulaire, fut visible au-dessus d'une partie de l'Amérique centrale. Une éclipse partielle a été perçue au-dessus de la Nouvelle-Zélande, de l'océan Pacifique, et des Amériques.
L'éclipse a traversé successivement les pays suivants (voir la carte de l'éclipse générale en liens externes) :
- Costa Rica
- Panama
- Colombie
- Venezuela